# ФК Челик
ФК Челик (бошњ. Ногометни клуб Челик) фудбалски је клуб из Зенице (ФБиХ, БиХ), члан Прве лиге ФБиХ.

## Историја клуба
Клуб је основан 16. јуна 1945. године.

## Стадион
После оснивања Челик је своје утакмице играо на шљакастом терену уз реку Босну које се налазио на месту данашњег стадиона Билино поље. На ново игралиште Блатуша, које се налазило у истоименом насељу, прелази 50-их година прошлог века. Крајем 1972. године саграђен је модеран стадион Билино поље. Завршен је, после осмомесечне изградње, пред финалну утакмицу Митропа купа у којој је Челик победио Фиорентину. Стадион је енглеског типа без атлетске стазе. Могао је да прими око 30.000 гледалца. Последњом реконструкцијом због добијања УЕФА лиценце капацитет му је готово преполовљен и може да прими 15.292 гледаоца

## Челик у европским такмичењима
| Сезона | Такмичење     | Коло            | Држава    | Клуб                 | Резултат |
| ------ | ------------- | --------------- | --------- | -------------------- | -------- |
| 1971   | Митропа куп   | осмина финала   | Италија   | ФК Катанија          | 3-0, 0-1 |
|        |               | четвртфинале    |           | ФК Диошђер           | 0-1, 4-1 |
|        |               | полуфинале      |           | МТК                  | 1-0, 1-1 |
|        |               | Финале Победник | Аустрија  | ФК Аустрија Салзбург | 3-1      |
| 1972   | Митропа куп   | Група           |           | ФК Хонвед            | 0-3, 3-0 |
|        |               | Група           | Чешка     | ФК Спарта Праг       | 2-0, 2-0 |
|        |               | Финале Победник | Италија   | ФК Фиорентина        | 0-0, 1-0 |
| 1973   | Митропа куп   | Група           | Чешка     | ФК Збројовка Брно    | 2-1, 2-1 |
|        |               | Група           | Аустрија  | ФК ЛАСК Линц         | 2-0, 3-1 |
|        |               | Финале          |           | ФК Татабања          | 1-2, 1-2 |
| 1980   | Митропа куп   | Група           | Италија   | ФК Удинезе           | 0-0, 2-3 |
|        |               | Група           | Чешка     | Rode Ster Cheb       | 3-1, 1-2 |
|        |               | Група           |           | ФК Дебрецин          | 2-0, 0-0 |
| 2001   | Интертото куп | 1 коло          | Турска    | ФК Денузлиспорт      | 1-0, 5-3 |
|        |               | 2 коло          | Белгија   | ФК Гент              | 1-0, 0-2 |
| 2008   | Интертото куп | 1 коло          | Црна Гора | Грбаљ                | 3-2, -   |

## Познати играчи
- Ибрахим Зукановић
- Елвир Болић
- Мирсад Хибић
- Младен Крстајић
- Нермин Шабић
- Сенад Бркић
- Алојз Ренић
- Мехмед Буза
- Душан "Душко" Влаисављевић
- Светислав "Свето" Пердув
- Горан Пелеш
- Адмир Хасанчић
- Милорад Ратковић
- Бруно Акраповић
- Алмир Тоља
- Емир Обућа
- Матија Матко
- Марсијано
- Асмир Авдукић
- Сабахудин Бујак
- Мехмедалија Шишић
- Јасмин Мемишевић
- Сенад Бегић
- Омер Џебић
- Ранко Маринковић
- Драган Ђурић
- Бесим Бајрамбашић
- Душан Јовановић
- Мухамед Рамакић
- Нијаз Хрустановић
- Јасмин Градинчић
- Бењамин Терзић
- Ермин Бешо
- Златко Јуричевић
- Милан "Мишо" Миладиновић
- Алмир Ашчић
- Раде Радуловић
- Мухамед Бабић
- Суад Бегић
- Дарио Дамјановић
- Мирсад Галијашевић
- Кемал Шљока
- Елведин Бегановић
- Иван Филеш
- Сувад Грабус
- Бранислав Карач
- Паво Дадић
- Емир Хаџиђулбић
- Витомир Пашкаљ
- Амир Јапаур
- Миралем Налић
- Славко Цвијић
- Динко Врабац
- Златан Исовић
- Екрем Брадарић
- Саша Кајкут
- Нермин Јамак
- Далибор Недић
- Харис Дуљевић
- Бојан Пузигаћа
- Фадил Талић
- Нермин Хајдаревић
- Рајко Продановић
- Авдија Вршајевић
- Јосип Лукачевић
- Бранко Буловић
- Емир Хаџић
- Дарко Несторовић
- Сеад Прелџић
- Бојан Трипић
- Душан Алемпић
- Рефик Бајрић
- Душко Стајић
- Златко Рауковић
- Низах Хукић
- Аидин Махмутовић
- Зоран Милидраг
- Самир Дуро
- Дарио Пурић
- Звонко Гребенар
- Исмар Појскић
- Менсур Џавити
- Есад Мухаремовић
- Александар Кикић
- Бојан Пупчевић
- Габријел Радојичић
- Милојица Трипковић
- Сеад Бајрамовић
- Дамир Матуловић
- Младен Јурчевић
- Елдин Адиловић
- Сергеј Тица
- Бранислав Никић
- Дамир Хаџић
- Бојан Марковић
- Јасмин Смрико
- Фенан Салчиновић
- Лука Билобрк
- Борис Павић
- Никола Симић
- Адин Џафић
- Даглас Нумановић
- Мехмедалија Човић
- Дамир Сировица
- Семјон Милошевић
- Алдин Ђидић
- Дејан Мартиновић
- Милош Ђалац
- Вахидин Имамовић
- Јасмин Бурић
- Игор Јанчевски
- Зоран Новаковић
- Фил Џексон
- Михајло Бучински
- Армин Имамовић
- Алдин Злотрг
- Мидхат Сарајчић
- Александар Кикић
- Бојан Марковић
- Алмир Хасановић
- Кенан Хрустановић
- Никола Микелини
- Јасмин Мешановић
- Елдин Машић
- Саша Радуловић
- Анид Траванчић
- Аднан Захировић
- Елмир Кудузовић
- Армин Капетан
- Кенан Немељаковић
- Зоран Брковић
- Аладин Исаковић
- Стипе Бараћ
- Јасмин Морањкић
- Владимир Марковић
- Есмир Спречо
- Армин Дувњак
- Златан Гафуровић
- Кенан Хорић
- Ади Адиловић
- Амел Пјанић
- Едис Османовић
- Селмир Махмутовић
- Семир Бајрактаревић
- Муамер Салихбашић
- Алдин Шишић
- Харис Сеферовић
- Кенан Ступар
- Петар Мудриша

## Познати бивши тренери
- Душан Радоја
- Кемал Хафизовић
- Драгољуб Милошевић
- Нермин Хаџиахметовић
- Иво Иштук
- Душан Варагић
- Ибрахим Зукановић
- Јосип Каталински
- Хуснија Араповић
- Влатко Главаш
- Омер Копић
- Абдулах Ибраковић
- Елведин Бегановић
- Борис Гавран
- Марин Блоудек
- Владо Јагодић